# Odawara-lijn
De Odawara-lijn (小田急小田原線, Odakyū-Odawara-sen) is een spoorlijn tussen de steden Shinjuku en Odawara in Japan. De lijn maakt deel uit van het netwerk van het particuliere spoorbedrijf Odakyu in de regio Groot-Tokio.

## Geschiedenis
De Odawara Express Railway Co. opende op 1 april 1927 de hele lijn, om de keizerlijke familie op de lijn te laten reizen, verdubbeling werd echter pas voltooid in oktober van dat jaar.
In 1942 fuseerde het bedrijf met Tokyu en de lijn werd de Tokyu Odawara-lijn. In 1948 werd Tokyu weer opgebroken en werd de lijn onderdeel van de nieuwe opgerichte spoorwegmaatschappij Odakyu Electric Railway Co..
In 1950 begonnen treinen door te rijden naar Hakone-Yumoto via de Hakone Tozan-lijn van de Hakone Tozan Railway en dit traject werd hiervoor drierailig gemaakt (Hakone Tozan-lijn (1,435 mm), en de Odawara-lijn (1,067 mm)). In 1955 werd een verbinding boog aangelegd naar Matsuda aan de Gotemba-lijn van de Japanese National Railways (JNR) en intercity's begonnen er te rijden. Vanaf 1978 gingen enkele treinen vanaf Yoyogi-Uehara richting het centrum rijden via de Chiyoda-lijn van de Tokyo Metro.
In 2013 werd begonnen aan het bouwen van een viersporig ondergronds traject tussen Yoyogi-Uehara en Mukōgaoka-Yūen, dit project moet in 2018 klaar zijn.

## Treindiensten
- Tokkyū (特急, intercity) ook wel bekend als Romance Car
- Kaisoku Kyūkō (快速急行, intercity) de meeste treinen rijden naar Fujisawa op Enoshima-lijn.
- Kyūkō (急行, intercity)
- Junkyū (準急, sneltrein) rijdt van Ayase op de Chiyoda-lijn naar Hon-Atsugi
- Kakueki-teisha (各駅停車, stoptrein) stopt op elk station.

## Stations
| Station            | Japans       | Verbindingen | Wijk      | Stad       | Prefectuur |
| ------------------ | ------------ | --- | --------- | ---------- | ---------- |
| Shinjuku           | 新宿         | JR East: Yamanote-lijn, Chuo-lijn, Saikyo, Shonan Shinjuku-lijn Keio: Keio-lijn, Keio Shin-lijn Seibu: Seibu Shinjuku-lijn Tokyo Metro: Marunouchi-lijn Toei Metro: Ōedo-lijn | Shinjuku  | Shinjuku   | Tokyo      |
| Minami-Shinjuku    | 南新宿       | | Shibuya   | Shibuya    | Tokyo      |
| Sangūbashi         | 参宮橋       | | Shibuya   | Shibuya    | Tokyo      |
| Yoyogi-Hachiman    | 代々木八幡   | | Shibuya   | Shibuya    | Tokyo      |
| Yoyogi-Uehara      | 代々木上原   | Tokyo Metro: Chiyoda-lijn | Shibuya   | Shibuya    | Tokyo      |
| Higashi-Kitazawa   | 東北沢       | | Setagaya  | Setagaya   | Tokyo      |
| Shimo-Kitazawa     | 下北沢       | Keio: Inokashira-lijn | Setagaya  | Setagaya   | Tokyo      |
| Setagaya-Daita     | 世田谷代田   | | Setagaya  | Setagaya   | Tokyo      |
| Umegaoka           | 梅ヶ丘       | | Setagaya  | Setagaya   | Tokyo      |
| Gōtokuji           | 豪徳寺       | Tokyu: Setagaya-lijn (station Yamashita) | Setagaya  | Setagaya   | Tokyo      |
| Kyōdō              | 経堂         | | Setagaya  | Setagaya   | Tokyo      |
| Chitose-Funabashi  | 千歳船橋     | | Setagaya  | Setagaya   | Tokyo      |
| Soshigaya-Ōkura    | 祖師ヶ谷大蔵 | | Setagaya  | Setagaya   | Tokyo      |
| Seijōgakuen-Mae    | 成城学園前   | | Setagaya  | Setagaya   | Tokyo      |
| Kitami             | 喜多見       | | Setagaya  | Setagaya   | Tokyo      |
| Komae              | 狛江         | | Komae     | Komae      | Tokyo      |
| Izumi-Tamagawa     | 和泉多摩川   | | Komae     | Komae      | Tokyo      |
| Noborito           | 登戸         | JR East: Nambu-lijn | Tama-ku   | Kawasaki   | Kanagawa   |
| Mukōgaoka-Yūen     | 向ヶ丘遊園   | | Tama-ku   | Kawasaki   | Kanagawa   |
| Ikuta              | 生田         | | Tama-ku   | Kawasaki   | Kanagawa   |
| Yomiuri-Land-mae   | 読売ランド前 | | Tama-ku   | Kawasaki   | Kanagawa   |
| Yurigaoka          | 百合ヶ丘     | | Asao-ku   | Kawasaki   | Kanagawa   |
| Shin-Yurigaoka     | 新百合ヶ丘   | Odakyu: Tama-lijn | Asao-ku   | Kawasaki   | Kanagawa   |
| Kakio              | 柿生         | | Asao-ku   | Kawasaki   | Kanagawa   |
| Tsurukawa          | 鶴川         | | Machida   | Machida    | Tokio      |
| Tamagawagakuen-mae | 玉川学園前   | | Machida   | Machida    | Tokio      |
| Machida            | 町田         | JR East: Yokohama-lijn | Machida   | Machida    | Tokio      |
| Sagami-Ōno         | 相模大野     | Odakyu: Enoshima-lijn | Minami-ku | Sagamihara | Kanagawa   |
| Odakyū-Sagamihara  | 小田急相模原 | | Minami-ku | Sagamihara | Kanagawa   |
| Sōbudai-mae        | 相武台前     | | Zama      | Zama       | Kanagawa   |
| Zama               | 座間         | | Zama      | Zama       | Kanagawa   |
| Ebina              | 海老名       | Sotetsu: Sotetsu-lijn | Ebina     | Ebina      | Kanagawa   |
| Atsugi             | 厚木         | Sotetsu: Sotetsu-lijn | Ebina     | Ebina      | Kanagawa   |
| Hon-Atsugi         | 本厚木       | | Atsugi    | Atsugi     | Kanagawa   |
| Aikō-Ishida        | 愛甲石田     | | Atsugi    | Atsugi     | Kanagawa   |
| Isehara            | 伊勢原       | | Isehara   | Isehara    | Kanagawa   |
| Tsurumaki-Onsen    | 鶴巻温泉     | | Hadano    | Hadano     | Kanagawa   |
| Tōkaidaigaku-mae   | 東海大学前   | | Hadano    | Hadano     | Kanagawa   |
| Hadano             | 秦野         | | Hadano    | Hadano     | Kanagawa   |
| Shibusawa          | 渋沢         | | Hadano    | Hadano     | Kanagawa   |
| Shin-Matsuda       | 新松田       | | Matsuda   | Matsuda    | Kanagawa   |
| Kaisei             | 開成         | JR East: Gotemba-lijn | Kaisei    | Kaisei     | Kanagawa   |
| Kayama             | 栢山         | | Odawara   | Odawara    | Kanagawa   |
| Tomizu             | 富水         | | Odawara   | Odawara    | Kanagawa   |
| Hotaruda           | 螢田         | | Odawara   | Odawara    | Kanagawa   |
| Ashigara           | 足柄         | | Odawara   | Odawara    | Kanagawa   |
| Odawara            | 小田原       | JR East: Tokaido Shinkansen, Tokaido-lijn, Shonan-Shinjuku-lijn Hakone Tozan Railway: Hakone Tozan-lijn Izuhakone Railway: Daiyūzan-lijn                                      | Odawara   | Odawara    | Kanagawa   |